# الذراع العالي (القفر)

تعديل مصدري - تعديل

الذراع العالي محلة تابعة لقرية المقاسمة، التابعة لعزلة بني سيف العالي بمديرية القفر إحدى مديريات محافظة إب في الجمهورية اليمنية، بلغ تعداد سكانها 46 حسب تعداد اليمن لعام 2004.